# 成島駅 (山形県)
成島駅（なるしまえき）は、山形県米沢市大字成島ヤブサメにある、東日本旅客鉄道（JR東日本）米坂線の駅である。

## 歴史
- 1961年（昭和36年）7月7日：旅客のみを取り扱う無人駅として開業[3][4][5]。
- 1987年（昭和62年）4月1日：国鉄分割民営化により、JR東日本の駅となる[2]。
- 2024年（令和6年）10月1日：えきねっとQチケのサービスを開始[1][6]。

## 駅構造
単式ホーム1面1線を有する地上駅である。山形統括センター（米沢駅）管理の無人駅である。

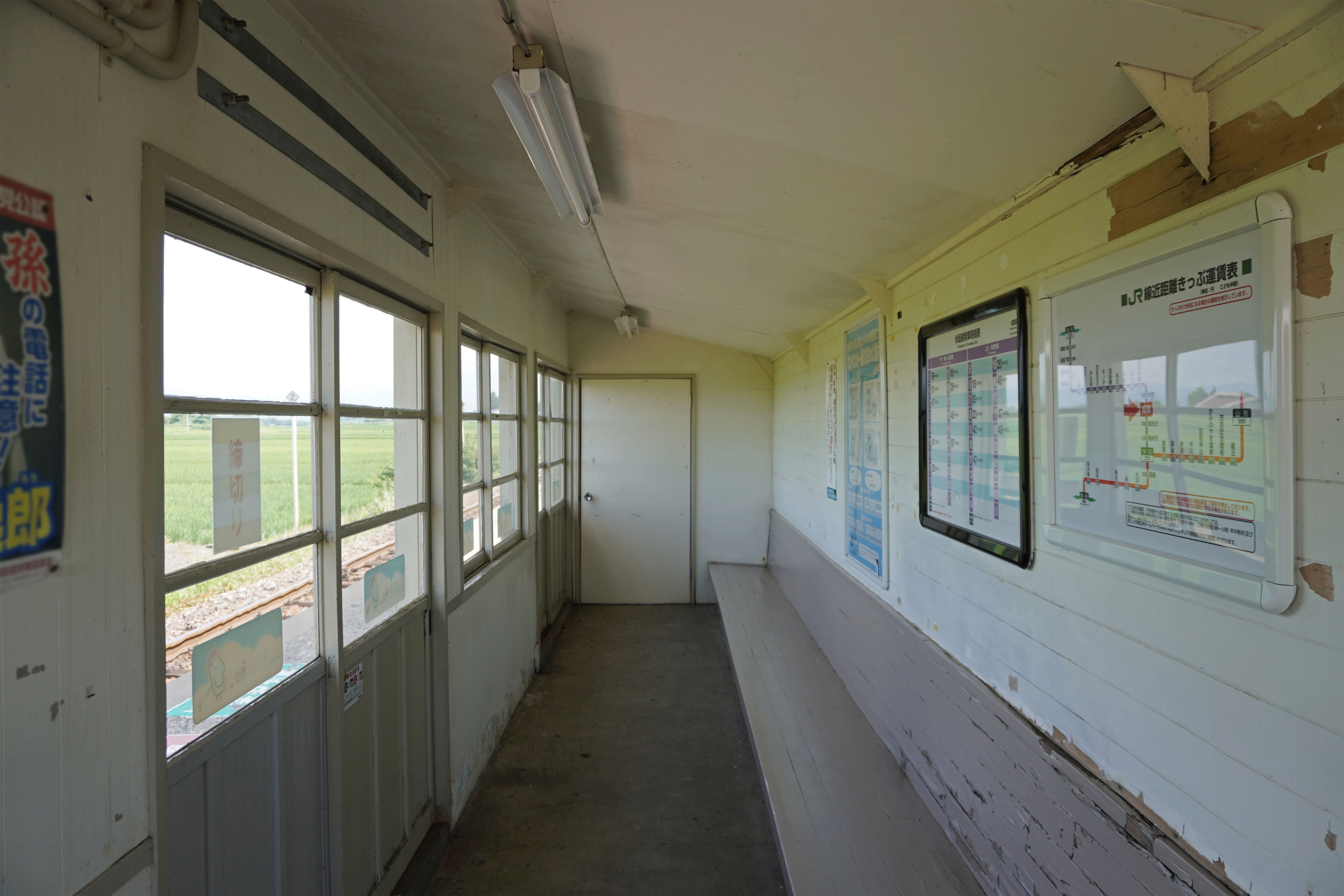
待合室（2023年7月）
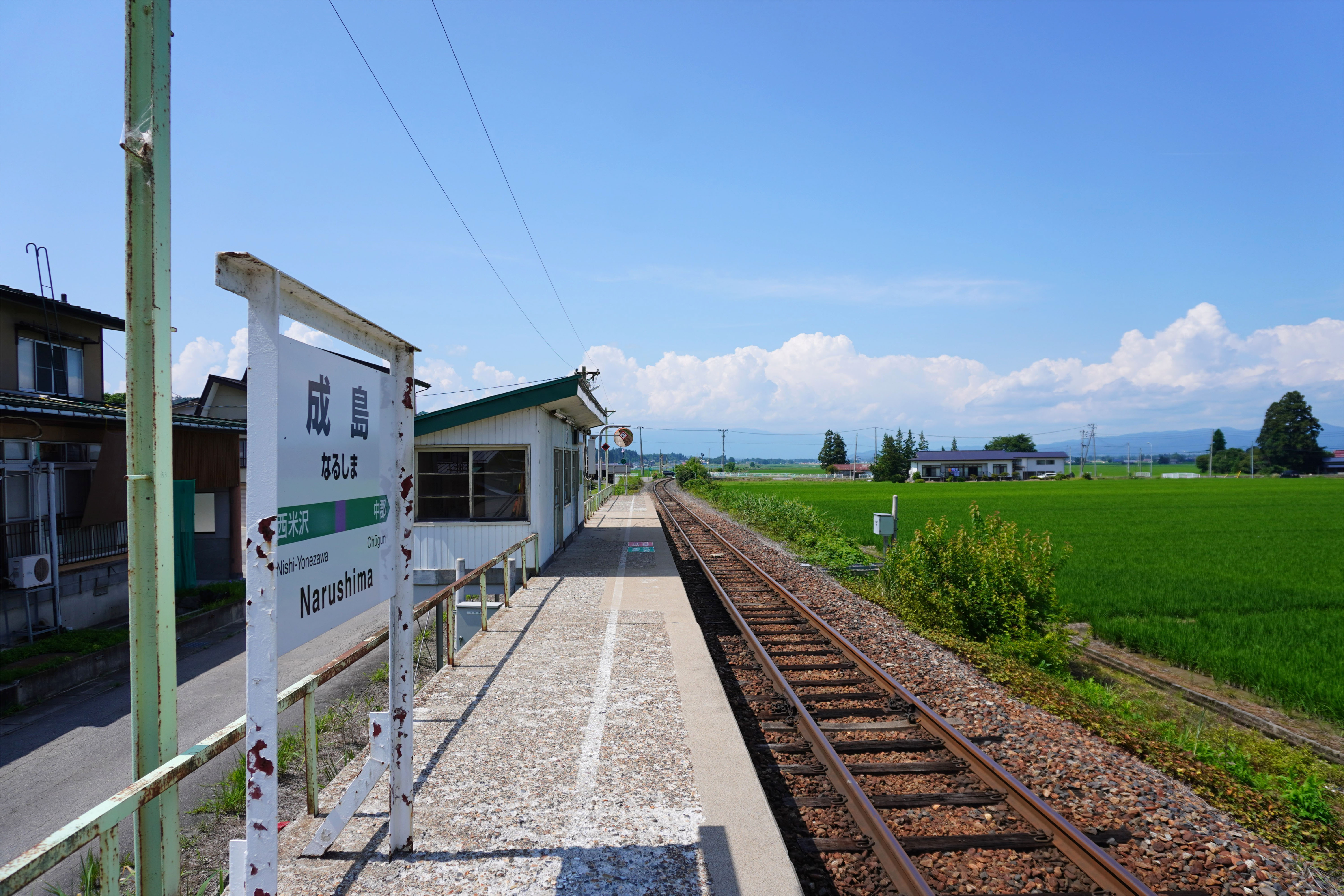
ホーム（2023年7月）

## 利用状況
「山形県の鉄道輸送」によると、2000年度（平成12年度）- 2004年度（平成16年度）の1日平均乗車人員の推移は以下のとおりであった。
| 乗車人員推移       | 乗車人員推移     | 乗車人員推移 |
| 年度               | 1日平均 乗車人員 | 出典         |
| ------------------ | ---------------- | ------------ |
| 2000年（平成12年） | 12               | [ 7 ]        |
| 2001年（平成13年） | 15               | [ 7 ]        |
| 2002年（平成14年） | 15               | [ 7 ]        |
| 2003年（平成15年） | 15               | [ 7 ]        |
| 2004年（平成16年） | 16               | [ 7 ]        |

## 駅周辺
- 国道287号
- 米沢市立第六中学校
- 米沢市立広幡小学校
- 京の里 - 米沢ラーメン店
- 成島八幡神社
- 米沢警察署広幡駐在所

## 隣の駅
東日本旅客鉄道（JR東日本）
■米坂線
西米沢駅 - 成島駅 - 中郡駅